# Воронюк Володимир Анатолійович
Володимир Анатолійович Вороню́к (22 квітня 1961, Зарічне — 23 серпня 2022) — український живописець і педагог; член Спілки художників України з 1995 року. Заслужений художник України з 2019 року.

## Біографія
Народився 22 квітня 1961 року в селі Зарічному Тульчинського району Вінницької області (нині Україна). Упродовж 1978—1984 років навчався на відділені художньої обробки металу у Вижницькому училищі прикладного мистецтва у Едуарда Жуковського, Віталія Косовича.
З 1985 по 1994 рік викладав у Вижницькому училищі прикладного мистецтва, одночасно протягом 1986—1991 років навчався на художньо-графічному факультеті в Одеському педагогічному інституті у Сергія Лозовського, Валентина Філіпенка, Наталії Миголатьєвої. З 2019 року по березень 2022 року продовжив викладацьку роботу у Вижницькому коледжі прикладного мистецтва імені Василя Шкрібляка. Мешкав у місті Вижниці в будинку на вулиці Дмитра Загула, 1А. Помер 23 серпня 2022 року.

## Творчість
Працював у галузі станкового живопису, створював пейзажі, натюрморти. Серед робіт:
- «Церква в Вижниці» (1995);
- «Калина» (1995);
- «Над Черемошем» (1996);
- «Водоспад» (1996);
- «Зимовий день» (1996);
- «Стара фортеця» (1998);
- «Соняшники» (1999).

Брав участь у всеукраїнських та міжнародних художніх виставках з 1987 року. Персональні виставки відбулися у 1993 році — у Вінниці, Тульчині, Геелі (Бельгія), у 1995 році — у Геелі, Нью-Йорку, Норт-Порту, у 1997 році — Клерво, у 1998 році — в Торонто, у 2000 році — в Сіднеї, у 2003 році — у Мельбурні.
Отримав 3-ю та 1-у премії на міжнародних конкурсах «Леліген» у Люксембурзі у 1995—1996 та 2000 роках відповідно. Лауреат Чернівецької обласної премії імені Одарки Киселиці за 2014 рік.
Роботи зберігаються у Вінницькому художньому музеї, у приватних колекціях в Україні та за кордоном.

## Вшанування
Митцю присвячений документальний фільм «Мистецтво без кордонів» (режисер — Вадим Перетятко).